# بكتيريا مائية
بكتيريا مائية (الاسم العلمي: Aquabacterium) هي جنس من البكتيريا، سلبية الغرام، تتبع فصيلة الكوماموناسيات.

## أصنوفات
الأصنوفات الأدنى لهذا الكائن:
- كود سباركل
- تحديث القائمة

نوع:بكتيريا مائية بحيرية 
اسم علمي: Aquabacterium limnoticum

نوع:بكتيريا مائية صغيرة 
اسم علمي: Aquabacterium parvum

نوع:بكتيريا مائية كوميونية 
اسم علمي: Aquabacterium commune

نوع:بكتيريا مائية محبة السترات 
اسم علمي: Aquabacterium citratiphilum

نوع:بكتيريا مائية محبة لمياه الربيع 
اسم علمي: Aquabacterium fontiphilum

نوع:بكتيريا مائية هونغ كونغية 
اسم علمي: Aquabacterium hongkongensis

نوع:Aquabacterium olei 
اسم علمي: Aquabacterium olei

نوع:Aquabacterium sp. 
اسم علمي: Aquabacterium sp.

نوع:Aquabacterium tepidiphilum 
اسم علمي: Aquabacterium tepidiphilum